# Das schlaue Füchslein (Film)
Das schlaue Füchslein ist eine Studioaufzeichnung des Deutschen Fernsehfunks von Walter Felsensteins Inszenierung der gleichnamigen Oper in drei Akten von Leoš Janáček, in der Übersetzung von Walter Felsenstein und Horst Seeger, an der Komischen Oper Berlin.

## Handlung
Da es sich hierbei um die Bühneninszenierung handelt, siehe: Das schlaue Füchslein

## Produktion
Die Aufzeichnung der Oper erfolgte während der Umbauarbeiten an der Komischen Oper Berlin in den Studios des Deutschen Fernsehfunks in Berlin-Adlershof. Die Handlung basiert auf der Textfassung von Max Brod nach einer Novelle von Rudolf Těsnohlídek. Die Erstsendung im Fernsehen erfolgte am 18. April 1965.
Das Orchester und der Chor der Komischen Oper Berlins standen unter der Leitung von Václav Neumann. Das Bühnenbild schufen Rudolf Heinrich sowie Herbert Michel und die Kostüme entwarfen Rudolf Heinrich und Gundolf Foizik.
Im Jahr 2008 wurde der Film digitalisiert.

## Kritik
K. St. äußerte sich in der Tageszeitung Neues Deutschland so: „Die Sendung der Janácek-Oper mit dem Ensemble der Komischen Oper am Ostersonntag wurde zu einem nachhaltigen künstlerischen Erlebnis. Die Fernsehbearbeitung kam dem Prinzip Felsensteins, Verständlichkeit und klare Aussage zu sichern, außerordentlich entgegen. Überblendungen, die auf der Bühne nicht möglich sind, machten Träume und Wünsche, die Janacek musikalisch ausmalt, auch für das Auge sichtbar. Die Wirkung verdoppelte sich dadurch, dass dieses, dem Film eigene Mittel sehr sparsam eingesetzt wurde. Hervorragend nutzte die Kamera die Möglichkeit, das Leben der Tiere bildlich in Übereinstimmung mit der Sprachmelodie und dem Rhythmus der Musik einzufangen. Dadurch gelang der Regie, die Besonderheit der Musik, die sich aus dem Vokalstil Janáceks ergibt, auch dem ungeschulten Hörer nahezubringen. Felsenstein demonstrierte, dass es zwischen Bühne und Fernsehen keine unfruchtbare Rivalität zu geben braucht. Im Gegenteil. Die gesteigerten Möglichkeiten der Kamera sind hier eingesetzt, um der Oper neue Freunde zu gewinnen.“
Mimosa Künzel schrieb in der Neuen Zeit: „Wer die Felsenstein – Inszenierung dieser Janácek-Oper in Berlin gesehen hat, mag vielleicht befürchtet haben, dass durch die fehlende Farbigkeit und den kleinen Bildraum viel verlorengeht. Doch die vielgerühmte Aufführung der Komischen Oper war von Walter Felsenstein selbst für das Fernsehen eingerichtet worden, und so wurde dieser Abend ebenso zum Erlebnis für die Fernsehzuschauer wie für die Besucher der 220 Aufführungen im Berliner Hause des weltberühmten Ensembles, das mit dieser Oper in Paris, Moskau und Prag Beifallsstürme auslöste.“